# Bahía Blanca (película)
Bahía Blanca es una película de drama y suspenso psicológico argentina de 2021 dirigida por Rodrigo Caprotti y basada en el libro homónimo (2012) de Martín Kohan. Narra la historia de un docente universitario que se escapa a una ciudad para perderse en el anonimato debido a un antiguo pasado que lo persigue. Está protagonizada por Guillermo Pfening, Elisa Carricajo, Javier Drolas, Marcelo Subiotto y Ailín Salas.
La película fue estrenada mundialmente el 25 de marzo de 2021 durante el Buenos Aires Festival Internacional de Cine Independiente y luego tuvo su estreno limitado en las salas de cines de Argentina el 7 de julio de 2022 bajo la distribución de 3C Films Group.

## Sinopsis
Mario (Guillermo Pfening) es un docente universitario que solicita a su superior la autorización de un viaje a la ciudad de Bahía Blanca con el fin de realizar una investigación sobre el escritor Ezequiel Martínez Estrada, sin embargo, el verdadero plan de Mario es fugarse para escapar de un viejo pasado que lo condena.

## Reparto
- Guillermo Pfening como Mario Novoa
- Elisa Carricajo como Patricia
- Javier Drolas como Ernesto Sidi
- Marcelo Subiotto como Vecino
- Ailín Salas como Silvana
- Violeta Palukas
- Julia Martínez Rubio
- Francisco Manuel Mayor
- Matías Sanders
- Martín Kohan como Secretario de investigación
- Luis Sagasti como Librero

## Recepción

### Comentarios de la crítica
La película recibió críticas positivas por parte de los expertos. Juan Pablo Russo de Escribiendo cine destacó que la película es «una de las apuestas más audaces, arriesgadas e incómodas del cine argentino actual» y describió la actuación de Pfening como «brillante». Por su parte, Ezequiel Boetti del diario Página 12 valoró que Caprotti logra capturar «con una impronta realista» los paisajes de la ciudad de Bahía Blanca, lo que le da a la película «un aura grisácea». Diego Batlle del sitio web Otros cines que «tanto Rodrigo Caprotti, como sus talentosos intérpretes salen airosos de los múltiples desafíos que se proponen, aunque varios parlamentos que pueden resultar ingeniosos o intrigantes en el papel suenan un poco forzados en pantalla». En una reseña para el portal de internet Cine argentino hoy, Ricardo De Luca escribió que se trata de «una gran adaptación literaria, que captura al espectador y lo mantiene alerta hasta el desenlace final».
Por otro lado, Marcela Gamberini de la página Subjetiva resaltó que Caprotti con su trabajo diseñó «una narración bien estructurada y una puesta que cohesiona las ideas de la novela», mientras que el elenco principal ofrece «buenas actuaciones que dan empuje a la película». Por otro lado, Diego Lerer del blog Micropsia cine resumió que la cinta «pese a algunos problemas de tono y de construcción narrativa, [...] es una propuesta bastante convincente [...] y su muy buen elenco permite que sus diálogos un tanto literarios y mecánicos no suenen del todo implausibles ni forzados, y su trama caprichosa se acomodará bastante bien dentro de ese realismo desfasado».

### Premios y nominaciones
| Lista de premios y nominaciones | Lista de premios y nominaciones                                | Lista de premios y nominaciones | Lista de premios y nominaciones                     | Lista de premios y nominaciones | Lista de premios y nominaciones |
| Año                             | Organización                                                   | Categoría                       | Nominado/a(s)                                       | Resultado                       | Ref(s)                          |
| ------------------------------- | -------------------------------------------------------------- | ------------------------------- | --------------------------------------------------- | ------------------------------- | ------------------------------- |
| 2021                            | Buenos Aires Festival Internacional de Cine Independiente      | Mejor actuación                 | Elisa Carricajo                                     | Ganadora                        | [ 12 ]                          |
| 2021                            | Buenos Aires Festival Internacional de Cine Independiente      | Mejor dirección de arte         | Guillermo Beluzo, Cecilia Taybo y Renata Montalbano | Ganadores                       | [ 12 ]                          |
| 2021                            | Festival Audiovisual de Bariloche                              | Mención especial – Actuación    | Guillermo Pfening                                   | Ganador                         | [ 13 ]                          |
| 2022                            | Festival Internacional de Cine de Puerto Madryn                | Mejor actor                     | Guillermo Pfening                                   | Ganador                         | [ 14 ]                          |
| 2023                            | Premios Cóndor de Plata                                        | Mejor ópera prima               | Bahía Blanca                                        | Nominado                        | [ 15 ]                          |
| 2023                            | Premios Cóndor de Plata                                        | Mejor guion adaptado            | Nicolás Allegro, Bárbara Scotto y Rodrigo Caprotti  | Nominados                       | [ 15 ]                          |
| 2023                            | Festival Internacional de Cine de la Provincia de Buenos Aires | Mejor dirección de Fotografía   | Max Ruggieri                                        | Ganador                         |                                 |